# فلوکه

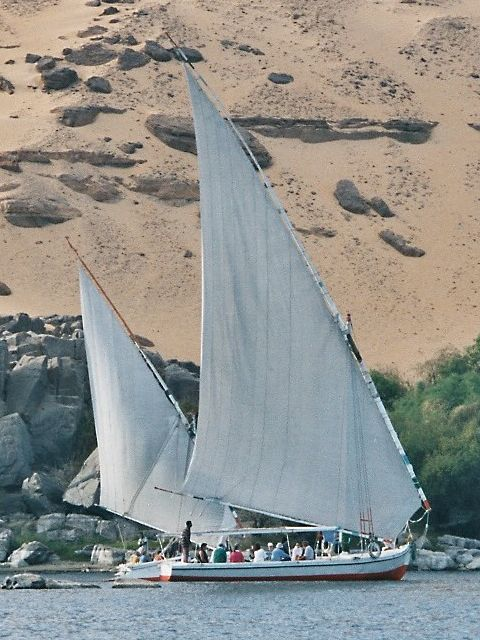
فلوکه‌های اسوان

فلوکه نام گونه‌ای قایق چوبی است که بیشتر در راستای رود نیل در مصر بکار می‌رود. از فلوکه در آبهای آرام دریای سرخ و مدیترانه شرقی (از جمله مالت) هم بهره می‌گیرند.
فلوکه معمولاً یک یا دو بادبان سه‌گوش دارد و گنجایش حدود ده نفر مسافر و دو یا سه نفر خدمه را دارا است. فلوکه‌ها در شهرهای کناره نیل همچون اسوان و اقصر بسیار استفاده می‌شوند و از جاذبه‌های گردشگری منطقه هستند.

## منابع

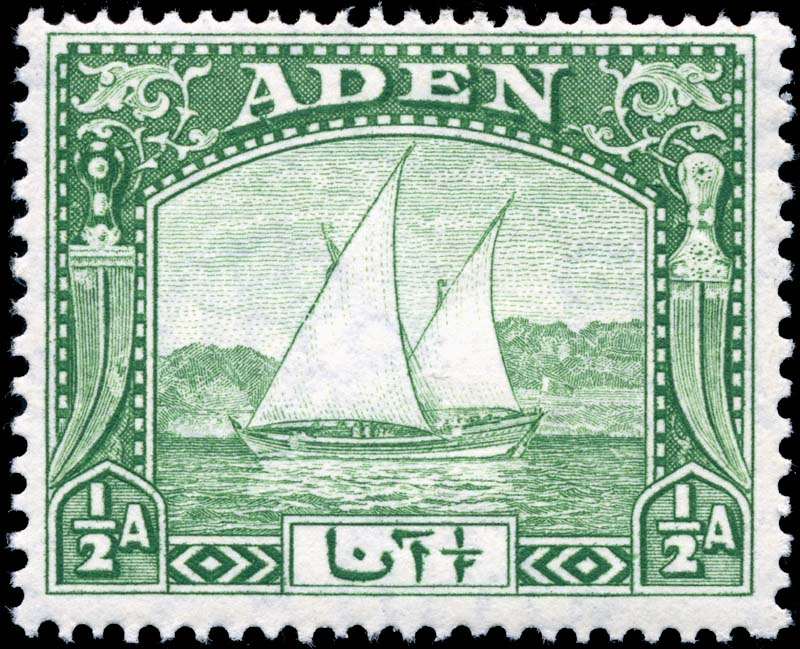
تمبر پستی از عدن، ۱۹۳۷